# Кайнар (Алакольский район)
Кайнар (каз. Қайнар, до 1996 г. — Социалды) — село в Алакольском районе Жетысуской области Казахстана. Административный центр и единственный населённый пункт Кайнарского сельского округа. Код КАТО — 193461100.

## Население
В 1999 году население села составляло 952 человека (504 мужчины и 448 женщин). По данным переписи 2009 года, в селе проживало 905 человек (478 мужчин и 427 женщин).